# Второе Отделение (Бековский район)
Второ́е Отделе́ние — населённый пункт Сосновского сельсовета Бековского района Пензенской области.

## География
Расположен на юго-западе Бековского района Пензенской области. Расстояние до районного центра пгт Беково — 27 км, до административного центра поселения села Сосновки — 12 км.

## История
Основан в середине XX века как социально-производственная структура совхоза «Вертуновский», созданного в целях выращивания сахарной свёклы для её переработки на Бековском сахарном заводе. В 1968 году — в составе Сосновского сельсовета Бековского района Пензенской области. Затем — в составе Раздольновского сельсовета, который в 2010 году был упразднен, а его территория вновь включена в Сосновский сельсовет.

## Население
| 2010 | 2011 |
| ---- | ---- |
| 28   | →28  |

| Численность населения по годам, чел. | Численность населения по годам, чел. | Численность населения по годам, чел. | Численность населения по годам, чел. | Численность населения по годам, чел. | Численность населения по годам, чел. | Численность населения по годам, чел. |
| 1959                                 | 1979                                 | 1989                                 | 1996                                 | 2004                                 | 2007                                 | 2010                                 |
| ------------------------------------ | ------------------------------------ | ------------------------------------ | ------------------------------------ | ------------------------------------ | ------------------------------------ | ------------------------------------ |
| 364                                  | ↘208                                 | ↘126                                 | ↘120                                 | ↘90                                  | ↘52                                  | ↘28                                  |

## Транспортная инфраструктура
Населённый пункт связан автодорогой с щебенчатым покрытием длиной 500 м с трассой регионального значения «Беково — Сосновка — Варварино».

## Улицы
- Горная;
- Магазинная;
- Школьная.